# Tytthostonyx glauconiticus
Tytthostonyx glauconiticus — вимерлий вид зубатих морських птахів крейдяного періоду. Залишки знайдені у формації Горнестаун (Hornerstown Formation), що належить до межі крейдяного періоду і палеоцену, близько 65 млн років тому. Ця тварина ймовірно була пов'язана з деякими сучасними птахами, такими як Буревісникоподібні (Procellariiformes) і Пеліканоподібні (Pelecaniformes). Птах єдиний у своєму роді та родині (Tytthostonygidae), проте чи такий поділ вірний, залишається відкритим питанням.